# Білоцерківський район (Полтавська округа)
Білоцеркі́вський райо́н — адміністративно-територіальна одиниця УСРР, утворена 7 березня 1923 у складі Полтавської округи з  Білоцерківської і Калениківської волостей Хорольського повіту Полтавської губернії. Охоплювала 8 сільрад загальною площею 287 верст² (~326,63 км²). Станом на 1923 рік район налічував 27 047 жителів. 
2 вересня 1930 район було розформовано, а його територію розподілено між Решетилівським і Лубенським районами Полтавської округи.